# Supervillain Outcast
Supervillain Outcast četvrti je studijski album norveškog black metal-sastava Dødheimsgard, također znanog kao DHG. Album je 26. ožujka 2007. godine objavila diskografska kuća Moonfog Productions. Ovo je jedini album sastava na kojem je nastupao vokalist Kvohst.

## O albumu
Na Supervillain Outcastu Dødheimsgard nastavlja spajati avangardni metal s black metalom, kao što je to bio slučaj na prethodnom albumu 666 International; međutim, elementi industrijalne glazbe koji su prevladavali na 666 Internationalu uvelike su ublaženi te su uglavnom zamjenjivani elektronskim interludijima, što je stilski slično EP-u sastava Satanic Art iz 1998.
Carl-Michael Eide (također znan kao Czral), nekadašnji bubnjar skupine, svirao je i snimio bubnjeve na albumu prije nego što ga je snašla nesreća u kojoj su mu obje noge ostale paralizirane.
"Ghostforce Soul Constrictor" bila je posljednja pjesma za koju je tekst napisao bivši pjevač sastava Aldrahn. Aldrahn se također i pojavljuje kao gostujući vokalist na albumu, pjevajući na pjesmama "Foe x Foe" i "Ghostforce Soul Constrictor".
Peaceville Records 2012. godine objavljuje proširenu inačicu albuma koja je uključivala dva CD-a. Drugi je CD sadržavao sedam prethodno neobjavljenih instrumentalnih skladbi, od kojih je "Senseoffender" skladba koja je bila izvorno snimljena za album (ali se na kraju na njemu nije pojavila), dok je ostalih šest pjesama bilo snimljeno za vrijeme probe iz 2003. godine.

## Popis pjesama
Tekstovi i glazba: Kvohst i Vicotnik, osim pjesme "Ghostforce Soul Constrictor" za koju je tekst napisao Aldrahn a glazbu Vicotnik. 
| 1.    | »Dushman« (instrumental)          | 0:56 |
| 2.    | »Vendetta Assassin«               | 4:31 |
| 3.    | »The Snuff Dreams Are Made Of«    | 4:55 |
| 4.    | »Horrorizon«                      | 4:01 |
| 5.    | »Foe x Foe«                       | 4:09 |
| 6.    | »Secret Identity« (instrumental)  | 1:13 |
| 7.    | »The Vile Delinquents«            | 4:18 |
| 8.    | »Unaltered Beast«                 | 4:37 |
| 9.    | »Apocalypticism«                  | 5:02 |
| 10.   | »Chrome Balaclava« (instrumental) | 1:39 |
| 11.   | »Ghostforce Soul Constrictor«     | 4:12 |
| 12.   | »All Is Not Self«                 | 5:55 |
| 13.   | »Supervillain Serum«              | 4:22 |
| 14.   | »Cellar Door« (instrumental)      | 0:53 |
| 15.   | »21st Century Devil«              | 5:37 |
| 56:46 |                                   |      |

| Bonus CD s proširene inačice albuma | Bonus CD s proširene inačice albuma     | Bonus CD s proširene inačice albuma | Bonus CD s proširene inačice albuma | Bonus CD s proširene inačice albuma | Bonus CD s proširene inačice albuma | Bonus CD s proširene inačice albuma | Bonus CD s proširene inačice albuma | Bonus CD s proširene inačice albuma | Bonus CD s proširene inačice albuma |
| Br.                                 | Skladba                                 | Trajanje                            |                                     |                                     |                                     |                                     |                                     |                                     |                                     |
| ----------------------------------- | --------------------------------------- | ----------------------------------- | ----------------------------------- | ----------------------------------- | ----------------------------------- | ----------------------------------- | ----------------------------------- | ----------------------------------- | ----------------------------------- |
| 1.                                  | »Senseoffender« (instrumental)          | 7:03                                |                                     |                                     |                                     |                                     |                                     |                                     |                                     |
| 2.                                  | »Personality Transplant« (instrumental) | 5:23                                |                                     |                                     |                                     |                                     |                                     |                                     |                                     |
| 3.                                  | »Teenanger« (instrumental)              | 4:59                                |                                     |                                     |                                     |                                     |                                     |                                     |                                     |
| 4.                                  | »Deception Enemy« (instrumental)        | 3:34                                |                                     |                                     |                                     |                                     |                                     |                                     |                                     |
| 5.                                  | »Satanatomic Evolution« (instrumental)  | 5:43                                |                                     |                                     |                                     |                                     |                                     |                                     |                                     |
| 6.                                  | »Slave 66« (instrumental)               | 6:03                                |                                     |                                     |                                     |                                     |                                     |                                     |                                     |
| 7.                                  | »Addicted to Perdition« (instrumental)  | 5:28                                |                                     |                                     |                                     |                                     |                                     |                                     |                                     |
| 38:13                               |                                         |                                     |                                     |                                     |                                     |                                     |                                     |                                     |                                     |

## Zasluge
Dødheimsgard
- Kvohst – vokali
- Vicotnik – dodatni vokali (na pjesmama 4, 8 i 13), gitara, glazbeni uzorci, programiranje
- Thrawn Hellspawn – dodatni vokali (na pjesmama 7, 8 i 13), gitara
- Clandestine – bas-gitara

| Dodatni glazbenici - Mort – glazbeni uzorci, programiranje - Czral – bubnjevi - Aldrahn – dodatni vokali (na pjesmama 5 i 11) - Aort – izvođač (na pjesmi 1) - Amok – prateći vokali (na pjesmi 13) - Bliss – programiranje | Ostalo osoblje - Trine Paulsen – ilustracije - Kim Sølve – ilustracije, dizajn |